# Schneiber
Le Schneiber ou Großer Schneiber est une montagne culminant à 2 330 mètres d'altitude dans le massif des Alpes de Berchtesgaden, en Allemagne.

## Géographie

### Situation
La montagne se situe à l'est du Grosser Hundstod et au sud du Watzmann.
La frontière entre les communes de Ramsau bei Berchtesgaden et de Schönau am Königssee traverse le sommet.

## Ascension
Le sommet peut être atteint sans chemin depuis le Hundstodgatterl ou le Trischübelpass.